# Кравченко Охрім Севастьянович

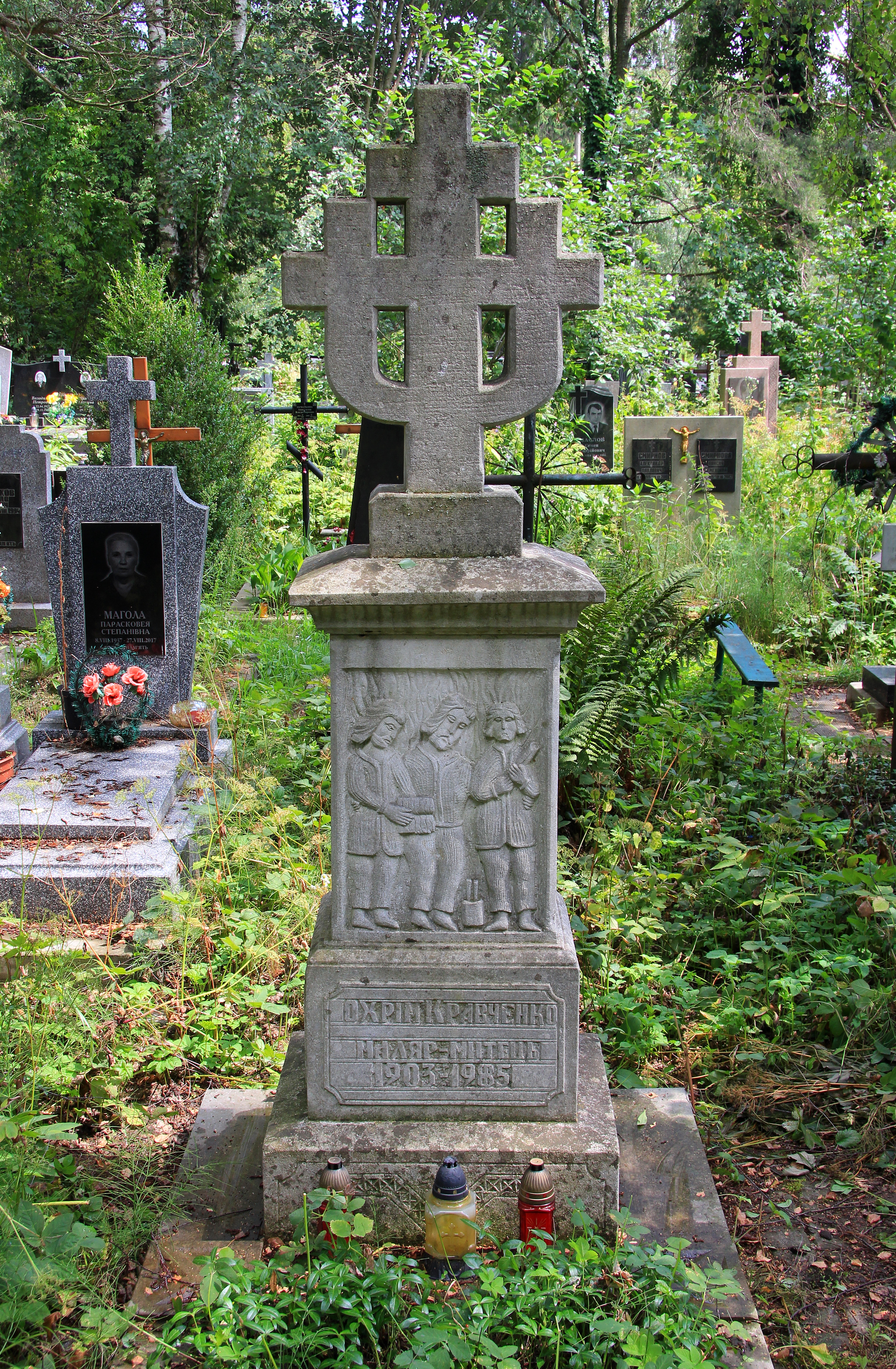

Охрі́м Севастьянович Кра́вченко (10 лютого 1903, с. Кищенці — 31 жовтня 1985, м. Львів) — український художник—монументаліст, графік, яскравий представник школи Михайла Бойчука, нонконформіст у часи войовничого штибу радянського соцреалізму в українському мистецтві. Батько мистецтвознавця Ярослава Кравченка та дідо відомої художниці Ольги Кравченко.

## Біографія
Народився Охрім Кравченко 10 лютого 1903 року в с. Кищенці на Київщині (нині — Уманського району Черкаської області).
1921 року закінчив робітничо-селянську художню студію у Білій Церкві і того ж року вступив до Київського художньо-індустріального технікуму (викладачі К. Єлева, М. Козик, С. Налепинська—Бойчук), який закінчив 1924 року, а восени того ж року продовжив навчання на художньому факультеті Київського художнього інституту (викладачі Михайло Бойчук, Андрій Таран). По закінченню вишу, у 1930 році Кравченка несподівано заарештували і «за систематичну антирадянську діяльність» засудили на заслання до Котласа, що на Північній Двіні. 1939 року отримав дозвіл на проживання у місті Сталіно (нині — місто Донецьк), а пізніше в Кривому Розі на Дніпропетровщині.
Під час другої світової війни співпрацював з ОУНівським підпіллям. 1941 року ілюстрував криворізький часопис «Дзвін», збірки поезій «Кобза» Михайла Пронченка, роман «Під Корсунем» Андріана Кащенка, а 1942 року виконав проект пам'ятника на честь перемоги козаків під Жовтими Водами. Але коли 1942 року розпочалися арешти та розстріли ОУНівців, вирішує пішки добратися до Києва, де архітектор Петро Костирко допоміг знайти роботу. Так, у 1942—1943 роках працював у майстерні монументального розпису церков при Київському художньому інституті, у червні 1943 року брав участь у Другій художній виставці українських художників (акварель «Кам'яна гора в Чигирині» та малюнок «Портрет бандуриста»). По війні працював у центральному будинку народної творчості.
Уникаючи можливих повоєнних переслідувань і репресій, Охрім Кравченко переїжджає до Львова, де протягом 1946—1948 років працює спочатку методистом у Львівському обласному будинку народної творчості і культурно-освітньої роботи (нині — Львівський академічний театр імені Леся Курбаса), потім викладачем стінної поліхромії у Львівському училищі прикладного та декоративного мистецтва та Львівському державному інституті прикладного і декоративного мистецтва. Оскільки він був «людиною твердих переконань», то дуже швидко опинився в колі «ненадійних приїжджих». Пропагуючи національні принципи та лаконічні форми монументального малярства, був звинувачений «борцями за реалістичне радянське мистецтво» — В. Любчиком та І. Гуторовим — у «формалізмі» й 1948 року його було звільнено з викладацької роботи. У 1949—1956 роках працював старшим лаборантом кафедри дизайну книжки в Українському поліграфічному інституті імені Івана Федорова, пізніше — викладачем у ремісничому училищі № 2 (нині — Ставропігійське вище професійне училище м. Львова). У 1950—1959 роках займався розписом церков у Золочеві, Оброшині, Сихові, Соколівці, Яворові. У 1960—1963 роках працював художником конструкторського бюро Львівського телевізійного заводу, де розробив дизайн телевізорів «Верховина», «Трембіта», «Україна».
Учасник багатьох мистецьких виставок, починаючи з 1928 року. У період сталінського режиму вважався «неблагонадійним», його участь у виставках поновлена в часи «хрущовської відлиги». Персональні виставки проходили у Києві (1967), Львові (1968, 1973, 1985, посмертна — 1988); у Тернополі, Івано-Франківську і Чернівцях (посмертні; 1986—1988) та Миколаєві (2002).
Членом Спілки художників України став майже у 70-річному віці.
Помер 31 жовтня 1985 року у Львові та похований на Голосківському цвинтарі (поле № 10).

## Творчість
На своїх полотнах О. Кравченко послідовно стверджував принципи українського монументалізму, засвоївши у М. Бойчука потяг до національної тематики, «вічних тем» народного буття, виражених у цільній лаконічній формі узагальнених образів монументального мистецтва, ніби понадчасового образу-символу. Автор полотен на українську історичну тематику, побутових картин з народного життя, портретів сучасників та видатних особистостей минулого у техніці темперного живопису. Для творчості характерні тяжіння до монументальності, узагальнення образів, лаконічні композиції площинного характеру, стримано-декоративна кольорова гама.

### Роботи
- 1922 р. — «Хата мого дитинства»;
- 1929 р. — «Біля терниці»;
- 1930 р. — «Копання картоплі», «Старий млин»;
- 1933 р. — «Шпана»;
- 1940 р. — «Мати»;
- 1947 р. — «Автопортрет із люлькою»;
- 1954 р. — «Богдан Хмельницький»;
- 1958 р. — «Мені тринадцятий минало»;
- 1960 р. — «Вівчар»;
- 1961 р. — «За пивом», «На буряках»;
- 1963& р. — «На будові»;
- 1964 р. — «Косар»;
- 1965 р. — «На панщині», «Козак Мамай»;
- 1966 р. — «Українська пісня»;
- 1967 р. — «Музики»;
- 1968 р. — «Дівчина з голубом», «Перемога»;
- 1969 р. — «Музики»;
- 1970 р. — «Лісоруби. В обідню пору»;
- 1971 р. — «Василь Стефаник»;
- 1972 р. — «Голод в Україні. Скорбота», «Автопортрет»;
- 1973 р. — «Горбун в їдальні», «М. Бойчук»;
- 1978 р. — «Мати (У задумі)»;
- 1980 р. — «Подруги»;
- 1982 р. — «У неділю рано зілля копала…», «Мати з дитям».

До теперішнього часу збереглося близько 170 художніх творів, 140 малюнків, акварелей і пастелей, альбомів ескізів і замальовок. Окремі роботи О. Кравченка зберігаються в Національному музеї у Львові, Львівській національній галереї мистецтв імені Бориса Возницького, Картинній галереї Тернопільської обласної організації НСХУ, а також Чернівецькому та Запорізькому художніх музеях, а також у музеї мистецтв Прикарпаття в Івано-Франківську.

## Вшанування пам'яті
31 жовтня 2008 року на будинку по вул. Лисенка, 26 у Львові, де мешкав мистець, відкрито меморіальну таблицю (скульптор Володимир Ропецький, архітектор Ярослав Трескот).